# 東広島市立八本松小学校
東広島市立八本松小学校（ひがしひろしましりつ はちほんまつしょうがっこう）は、広島県東広島市八本松町原にある公立小学校。通称は「八小（はっしょう）」。

## 概要
東広島市の西部にある学校。東広島市立川上小学校の児童数過密によってこの学校が作られた。

### いにしえの響
いにしえの響という創作和太鼓が2008年に作られ（ONDO,SOBAGA,D51）その後新たな楽章（MEGURI)が作られ4楽章体制となり引き継がれている。2024年で16代目。

### 遊友ネットワーク
八本松太陽こども園、川上西部保育所との交流をする。

## 沿革

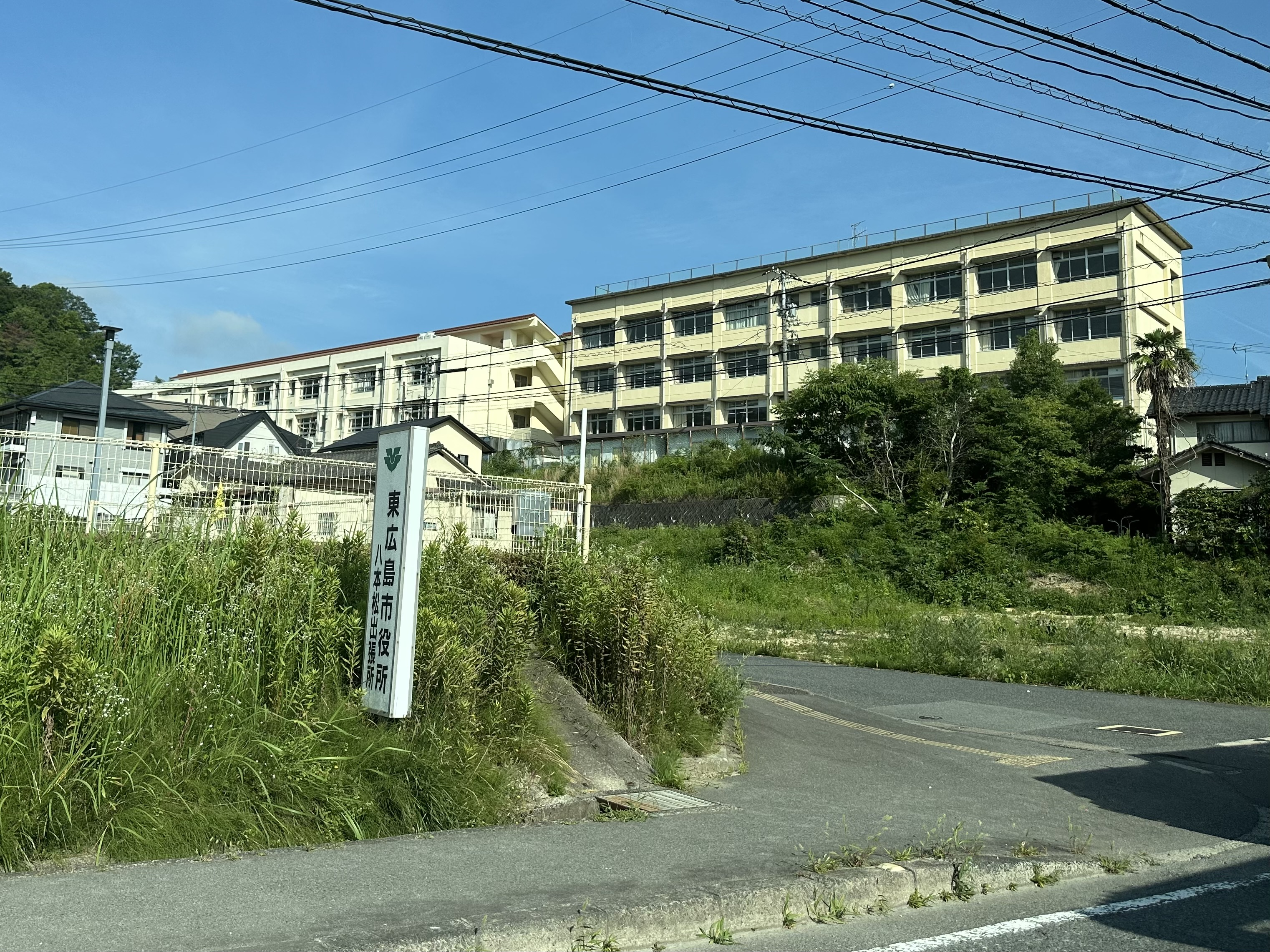
南側から見た校舎（2025年7月）

- 1974年4月1日 - 賀茂郡八本松町立川上小学校（現・東広島市立川上小学校）の児童数過密によって分離。八本松小学校創立。当時はまだ校舎が完成していなかったため、川上小学校の校舎を間借りして授業を行った。
- 1974年4月20日 - 東広島市発足により東広島市立八本松小学校に改名。
- 1974年10月 - 校舎　本館・3階建て・13教室　落成・開校。児童はこの日から新校舎へ学びの場を移す。
- 1982年 - 校舎　新館（現・東館）・4階建て・12教室　増設。
- 2004年4月1日 - 児童数急増のためプレハブ校舎（4教室）を増設。
- 2005年 - 児童数が東広島市で一番多い小学校（マンモス校）となる。
- 2006年5月2日 - テレビによる校内放送（アナログ）開始。
- 2008年 - プレハブ校舎さらに増設（2教室）。
- 2014年度より - 1974年の開校時に落成した本館校舎の老朽化のため、校舎の建て替え工事を実施（2016年3月まで予定。そのため、2014年度および2015年度の運動会などの行事は近隣の八本松中学校のグラウンドの一部を借用。プレハブ校舎は無くなる。
- 2016年 − 校舎の建て替え完了。
- 2020年 - 新型コロナウイルスの影響もありタブレットPCを導入。
- 2021年3月16日- 新グラウンド完成。

## 通学区域
- 東広島市
  - 八本松南一丁目、二丁目、三丁目、四丁目、五丁目、六丁目、七丁目、八丁目
  - 八本松東二丁目の一部、三丁目の一部、四丁目、五丁目、六丁目の一部、七丁目の一部
  - 八本松西一丁目、二丁目、三丁目、四丁目、五丁目、六丁目、七丁目
  - 八本松町飯田の一部
  - 八本松町宗吉の一部
  - 八本松町原の一部
  - 西条町寺家の一部

## 進学先中学校
- 東広島市立八本松中学校

## 校区内の主な施設
- 東広島市役所八本松支所
- 広島県立教育センター

## 交通
- JR山陽本線 八本松駅より徒歩6分
- JRバス中国西条線広島大学循環・芸陽バス広島大学循環線 中学校前バス停より徒歩約1分